# Блаже Ілійоський
Блаже Ілійоський (мак. Блаже Илијоски, нар. 9 липня 1984, Скоп'є) — македонський футболіст, нападник «Пелістера».

## Клубна кар'єра
Розпочав грати на дорослому рівні у команді «Работнічкі», де з тривалими перервами грав до 2015 року. За цей час з командою чотири рази ставав чемпіоном Македонії і чотири рази вигравав національний кубок. Ще по одному кубку Блаже виграв у 2010 році з «Металургом» (Скоп'є) і 2017 року з «Пелістером». Також у 2014 році разом із співвітчизником Дарко Тасевським грав у таїландському клубі «Бангкок Глесс», вигравши Кубок Таїланду.
Також протягом ігрової кар'єри захищав кольори південнокорейських «Інчхон Юнайтед» і «Канвон», румунських «Брашов» і «Рапід» (Бухарест), а також японського «Ґіфу» і малайзійського «Келантана».

## Виступи за збірну
Дебютував 2005 року в офіційних матчах у складі національної збірної Македонії. У формі головної команди країни зіграв 14 матчів.

## Статистика
| Збірна Македонії | Збірна Македонії | Збірна Македонії |
| Роки             | Ігри             | голи             |
| ---------------- | ---------------- | ---------------- |
| 2005             | 1                | 1                |
| 2006             | 1                | 0                |
| 2007             | 0                | 0                |
| 2008             | 0                | 0                |
| 2009             | 0                | 0                |
| 2010             | 4                | 0                |
| 2011             | 0                | 0                |
| 2012             | 0                | 0                |
| 2013             | 0                | 0                |
| 2014             | 4                | 0                |
| 2015             | 4                | 0                |
| Усього           | 14               | 1                |

## Досягнення
- Чемпіон Македонії (4): 2005, 2006, 2008, 2014
- Володар Кубка Македонії (6): 2008, 2009, 2014, 2011, 2015, 2017
- Володар Кубка Таїланду (1): 2014